# Lenguas kamakã
Las lenguas kamakã o kamakanas son una pequeña familia extinta de lenguas indígenas habladas en el estado brasileño de Bahía cerca de la costa atlántica. Se conocen testimonios de cinco lenguas kamakanas, el Kamakã (propiamente dicho), el Mongoyó, el Menién, el Kotoxó y el Masakará.

## Clasificación
Se considera que las lenguas kamakanas serían una rama de las lenguas macro-yê.